# 奧爾德菲爾茲鎮區 (北卡羅萊納州威爾遜縣)
奧爾德菲爾茲鎮區（英語：Old Fields Township）是位於美國北卡羅萊納州威爾遜縣的一個鎮區。

## 地方資料
奧爾德菲爾茲鎮區的面積為131.57平方千米，皆為陸地。根據2020年美國人口普查的數據，當地共有人口5738人，而人口密度為每平方千米43.61人。